# Saudi Women's Premier League
Die Saudi Women's Premier League oder SAFF Women's Premier League  (Arabisch الدوري السعودي الممتاز للسيدات) ist die höchste Liga im Frauenfußball in Saudi-Arabien. Sie wird von der Saudi Arabian Football Federation
organisiert.

## Geschichte
Die Liga wurde erstmals 2022/23 ausgespielt. Vorher existierten ein paar Jahre regionale Ligen. Zur Saison 2025/26 wechselte die langjährige Nationalspielerin Dzsenifer Marozsán in die Liga.

## Teams
2024/25 spielen die folgenden Teams in der Liga.
- al-Ahli
- al-Hilal
- al-Nassr FC
- al-Qadisiyah
- al-Shabab
- Al-Taraji Club
- Amal
- al-Ula FC
- Ittihad FC
- Eastern Flames FC

## Meister
| Saison  | Meister  | Zweiter | Dritter    |         |          |          |           |
| ------- | -------- | ------- | ---------- | ------- | -------- | -------- | --------- |
| Saison  | Meister  | Zweiter | Dritter    | 2022/23 | Al-Nassr | Al-Hilal | Al-Shabab |
| 2023/24 | Al-Nassr | Al-Ahli | Al-Shabab  |         |          |          |           |
| 2024/25 | Al-Nassr | Al-Ahli | Al-Qadsiah |         |          |          |           |

## Belege
1. ↑  https://www.arabnews.com/node/2163496/sport
2. ↑  https://www.sportschau.de/fussball/mehr-frauenfussball/ex-nationalspielerin-marozsan-wechselt-nach-saudi-arabien,marozsan-saudi-arabien-wechsel-100.html
3. ↑  https://www.rsssf.org/tabless/sau-wom2023.html
4. ↑  https://www.rsssf.org/tabless/sau-wom2024.html
5. ↑  https://int.soccerway.com/national/saudi-arabia/womens-premier-league/20242025/regular-season/r81433/